# Komin płacowy
Komin płacowy – zjawisko z zakresu ekonomii, element systemu płacowego. Polega na ustaleniu takiej hierarchii płac, w której jedno lub kilka stanowisk jest wynagradzane dużo lepiej od pozostałych.
Terminu używa się często w kontekście m.in. płac w zarządach przedsiębiorstw (wynagrodzenie prezesa rady nadzorczej) oraz w profesjonalnych drużynach sportowych (wynagrodzenie najlepszego zawodnika).
Korzyści wynikające z istnienia kominów płacowych nie są oczywiste, często uznaje się je za zjawisko niekorzystne w porównaniu np. z piramidą płacową.